# Paul Revel

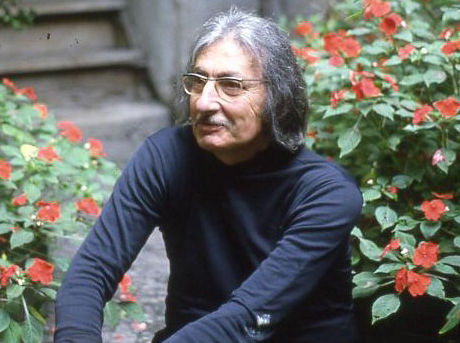
Paul Revel

Paul Revel, eigentlich Paul Jean Revel (* 1922 in Cannes, Département Alpes-Maritimes; † 19. April 1983 in Paris) war ein französischer Maler und Kupferstecher.

## Leben und Wirken
Revel war der Sohn eines Gärtners und verbrachte seine Kindheit überwiegend auf dem Lande. Als er nach dem Zweiten Weltkrieg am Plateau d’Assy, Künstler wie Henri Ginet und Ladislas Kijno kennenlernte fand er auch sein Berufsziel Maler zu werden.
1848 ging Revel nach Paris und wurde u. a. von Fernand Léger und André Lhote deren Ateliers gerne aufgenommen. Von diesen unterstützt konnte er bereits im darauffolgenden Jahr beim Salon des Indépendants zwei Werke ausstellen. Mit seinen ersten Arbeiten war Revel sehr unzufrieden; er verließ Paris und ließ sich im Le Midi nieder. Dort machte er u. a. die Bekanntschaft von François Arnal, Pierre Gastaud und Romuald Dor de la Souchère. Letzterer unterstützte ihn, 1956 im Musée Picasso Antibes eine Ausstellung allein zu bestreiten.
Zwei Jahre später kam Revel nach Paris zurück und blieb dort bis an sein Lebensende. Zusammen mit den Kollegen Pierre Gastaud und Henri Ginet etablierten sie ihr Atelier im Keller des ehemaligen Théâtre Le Ranelagh (16. Arrondissement). Bis Ende 1964 stand Revel der Künstlergruppe „Phases“ nahe und zusammen mit einigen dieser Künstler unterzeichnete er am 6. September 1960 das Manifest der 121.
Zu dieser Zeit hatte sich Revel bereits mit einer eigenen Werkstatt im Impasse Delépine (11. Arrondissement) selbstständig gemacht. Er konnte sich als Künstler einen Namen machen und schon bald allein von seinem Schaffen leben. Seine Werke waren regelmäßig in Ausstellungen zu sehen, die er allein oder zusammen mit Kollegen wie Philippe Artias, Albert Féraud, Hubert Juin, Dietrich Mohr u. a. bestritt.
Paul Revel starb am 19. April 1983 in Paris an Kehlkopfkrebs und fand seine letzte Ruhestätte auf dem Friedhof Père-Lachaise (Kolumbarium, Nr. 14057).

## Ausstellungen (Auswahl)
- 1956 Musée Picasso Antibes
- 1968 Galerie Legall, Paris
- 1979 Centre d’action culturel, Mâcon
- 1983 Pérouges
- 1988 Le Havre (Groupe Phases)